# Neurosis

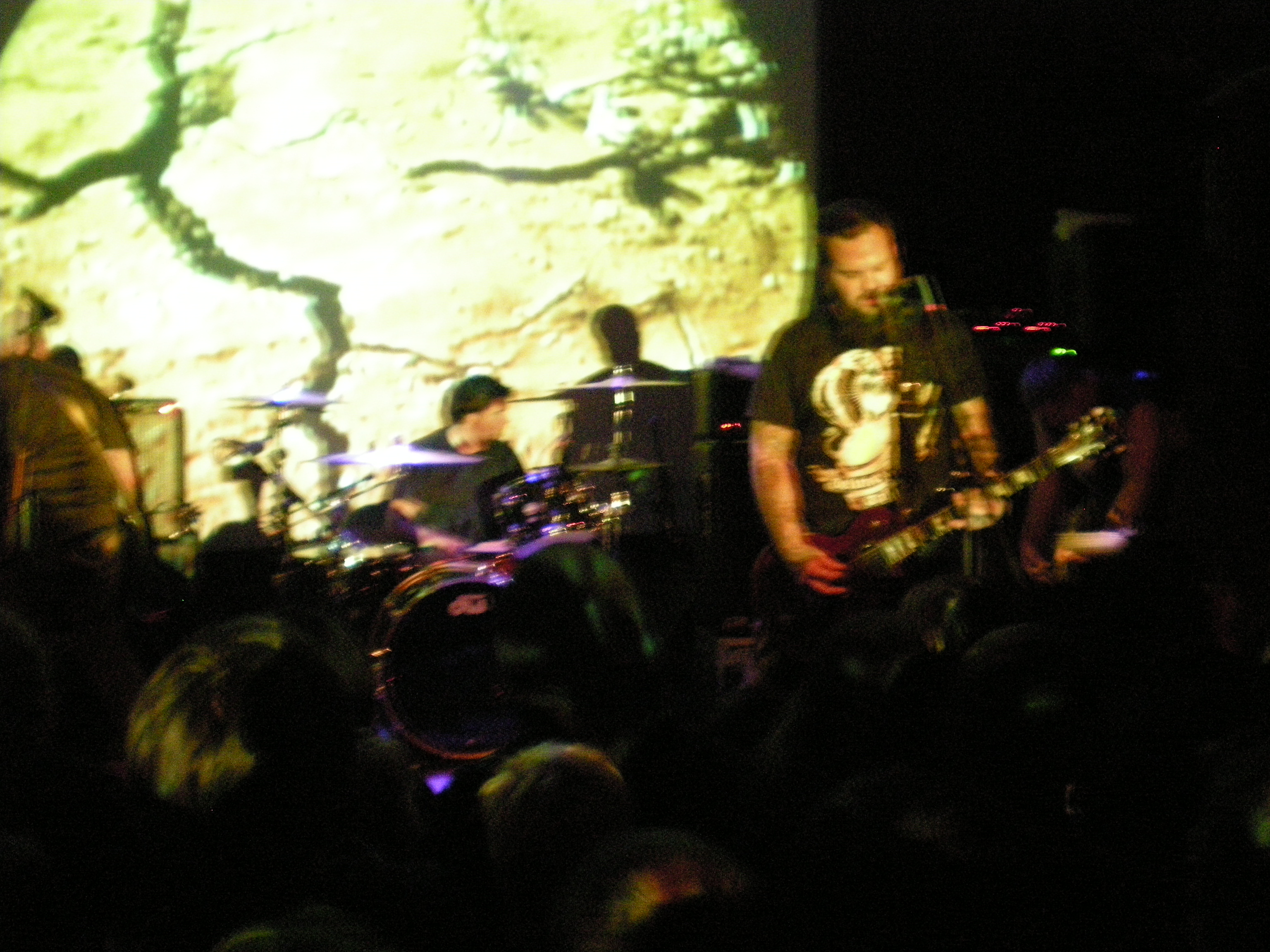
Neurosis in 2008

Neurosis is een invloedrijke experimentele rockgroep, afkomstig uit Oakland in Californië. Ze begonnen als een hardcorepunkgroep, maar ontwikkelden zich later tot een veelzijdige groep waarvan het genre meer aansluit bij heavy metal. Er zijn veel folk invloeden merkbaar in hun muziek. Zo bevat het nummer Purify van het album Through Silver In Blood doedelzak.

## Biografie
Eind 1985 werd Neurosis opgericht door Scott Kelly, Dave Edwardson en Jason Roeder. Ze speelden voornamelijk hardcorepunk, maar ze raakten als snel zwaar beïnvloed  door doommetal en tegenwoordig is het enige wat overblijft van hun punkperiode de zang van zanger Steve Von Till, hoewel ze tegenwoordig ook typische metalvocals in hun nummers gebruiken.
Neurosis was een pionier op het vlak van visuele projecties bij live-optredens. Groepen als Tool hebben hun voorbeeld gevolgd om speciaal daarvoor gecreëerde beelden te maken die dienen om sfeer te scheppen.
De groep heeft een eigen muzieklabel genaamd Neurot Recordings.

## Tribes of Neurot
Tribes of Neurot is een muziekgroep waar alle leden van Neurosis inspelen samen met nog andere muzikanten. In 1999 kwam samen met het album Times of Grace van Neurosis het album Grace uit van Tribes of Neurot, en de bedoeling was om beide albums simultaan af te spelen, om zo een volledigere luisterervaring te bieden.

## Bezetting
- Scott Kelly - gitaar, zang
- Steve Von Till - gitaar, zang
- Dave Edwardson - basgitaar, synthesizer, zang
- Noah Landis - orgel, piano, sampling
- Jason Roeder - drum
- Josh Graham - visualisaties

### Ex-leden
- Simon McIlroy (1990-1994) - synthesizer
- Chad Salter (1987-1989) - gitaar

## Discografie
- Pain of Mind (1988)
- The Word as Law (1991)
- Souls at Zero (1992)
- Enemy of the Sun (1993)
- Through Silver in Blood (1996)
- Times of Grace (1999)
- A Sun That Never Sets (2001)
- The Eye of Every Storm (2004)
- Given to the Rising (2007)
- Live at Roadburn 2007 (2010)
- Honour Found in Decay (2012)
- Fires Within Fires (2016)